# Jay Abney
Oliver Jay Abney (Anaheim, Californië, 26 augustus 1931 – Sutter, Californië, 10 juni 1958) was een Amerikaans autocoureur en motorcoureur. In 1949 werd hij kampioen op de motors in Arizona. In 1956 schreef hij zich in voor de Indianapolis 500, maar wist zich niet te kwalificeren. Deze race was ook onderdeel van het Formule 1-kampioenschap. Na zijn racecarrière ging hij aan de slag als vrachtwagenchauffeur, waar hij in 1958 om het leven kwam bij een verkeersongeval.